# Nakabayashi Chikutō

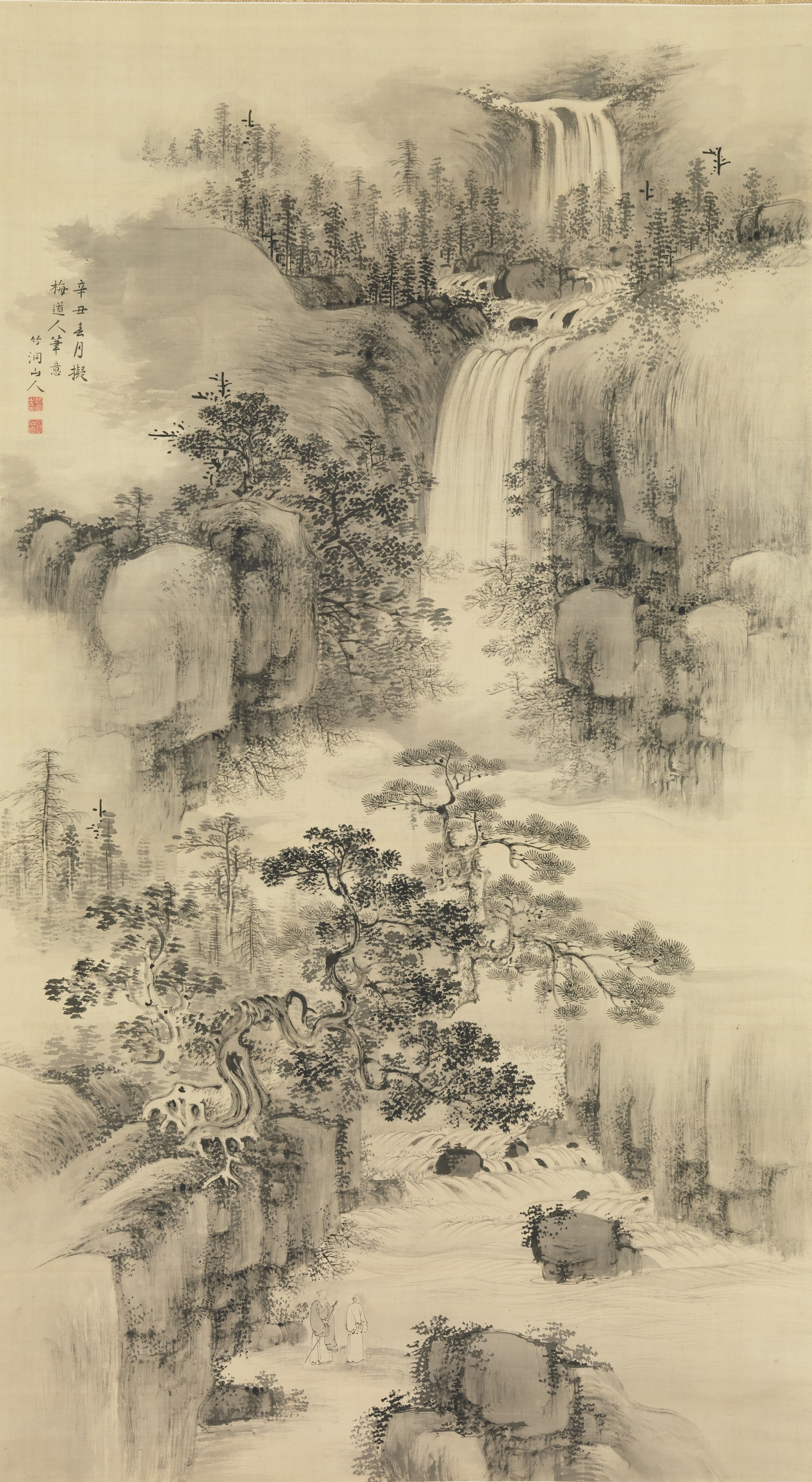
Landschaft mit Wasserfällen

Nakabayashi Chikutō, auch Chikudō gelesen (japanisch 中林 竹洞, wirklicher Vorname Nariaki (成昌), weitere Künstlernamen: Chūtan (沖澹), Taigen’an (太原庵), Tōzan Inshi (東山隠士); geb. 1776, in Nagoya; gest. 27. April 1853) war ein japanischer Maler im Nanga-Stil der späten Edo-Zeit.

## Leben und Werk
Nakabayashi Chikutō war der Sohn eines Arztes in Nagoya, der schon früh Interesse an der Malerei zeigte. Als er etwa 14 Jahre alt war, übernahm Kamiya Ten’yū, wie schon bei Yamamoto Baiitsu, dessen malerische Erstausbildung. Zu Chikutōs ersten Arbeiten gehörten Kopien alter Gemälde. Dabei war er beeindruckt von den Tuschmalereien des Li Qing aus der Yuan-Zeit, vor allem, was die Darstellung von Bambus anging. Auch die malerische Technik von Ni Zan interessierte ihn. Im Alter von zwanzig Jahren eröffnete Chikutō sein eigenes Studio in einem kleinen Tempel und lebte und arbeitete dort sehr bequem. 
Interessiert an klassischer Literatur, zog Chikutō 1803 zusammen mit Baiitsu nach Kyōto und wurde Mitglied eines literarischen Zirkels um den Philosophen Rai San’yo (頼 山陽; 1780–1832) und den Nanga-Maler Uragami Shunkin (1779–1846). Er bildete sich weiter unter Yamada Kujō und arbeitete mit Uragami Shunkin zusammen. – Chikutō publizierte einen Bildband (画道金剛杵, Gadō kongōsho) und befasste sich mit den Grundlagen der Malerei. So schrieb er bedeutende Werke zu diesem Thema, wie „Chikutō: Theorie der Malerei“ (竹洞画論, Chikutō garon; 1800) und „Chikutō: Theorie des Bildentwurfs“ (竹洞画稿, Chikutō gakyō; 1815).
Chikutōs Sohn Chikkei (竹渓) erhielt seine erste Ausbildung von seinem Vater, dazu von Yamamoto Baiitsu. Dann entwickelte er seinen eigenen Stil, in dem er in die Malweise auch die der Nördlichen Schule der Song-Zeit einbezog.

## Aus der BildersammlungYūsai gafu
Diese Bildersammlung Yūsai gafu (融齋畫譜) zu Chikutō wurde von seinen Schülern publiziert.

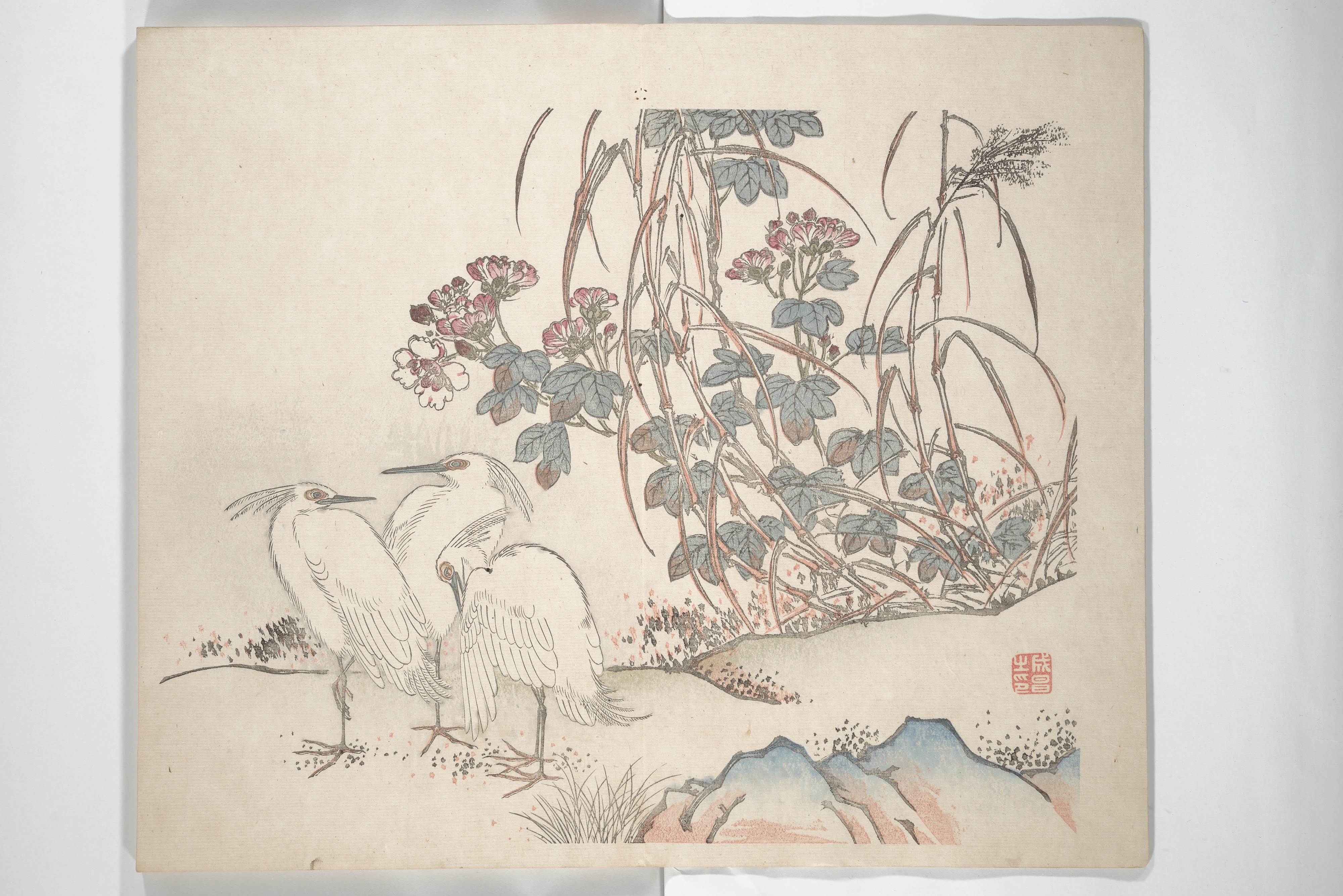
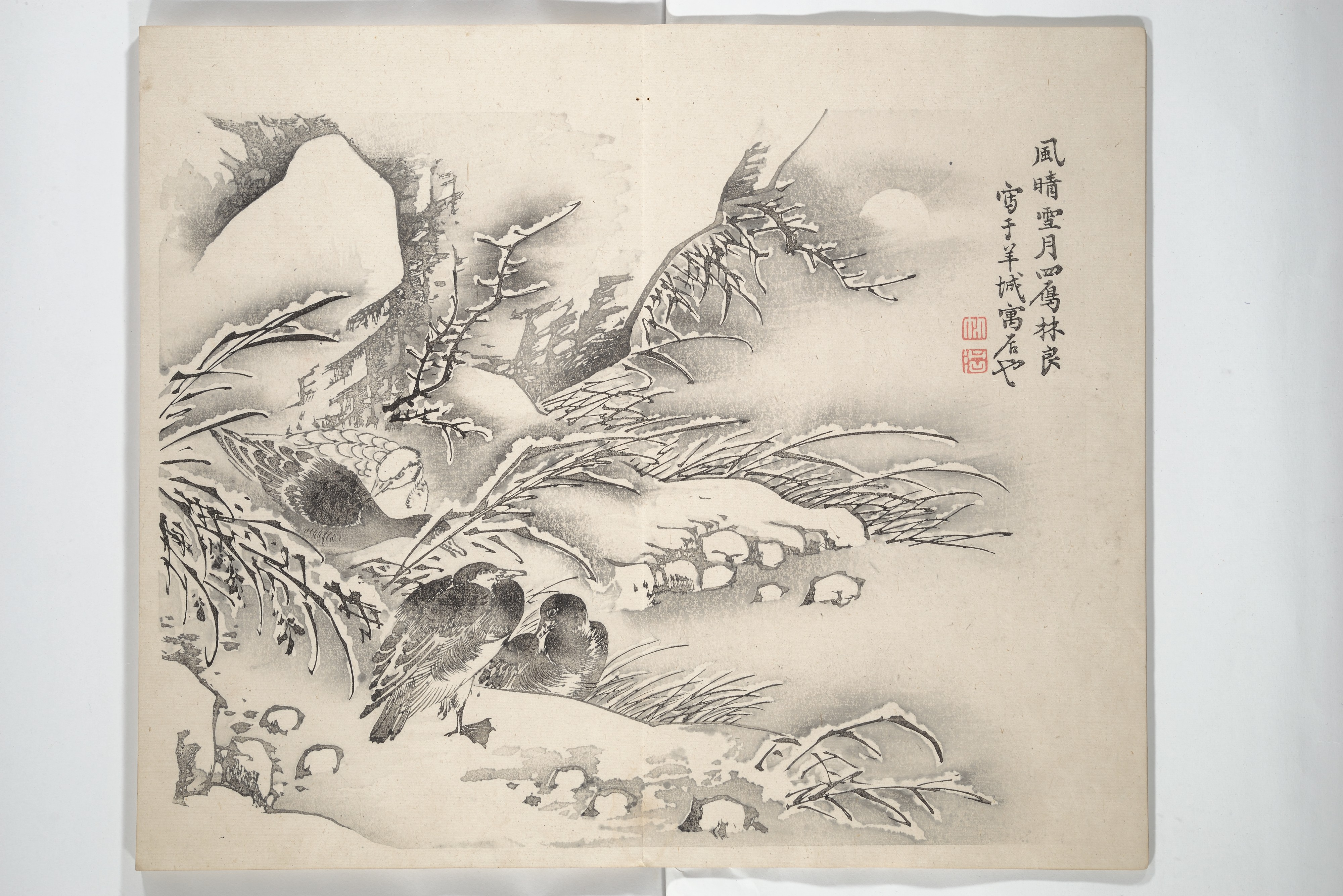
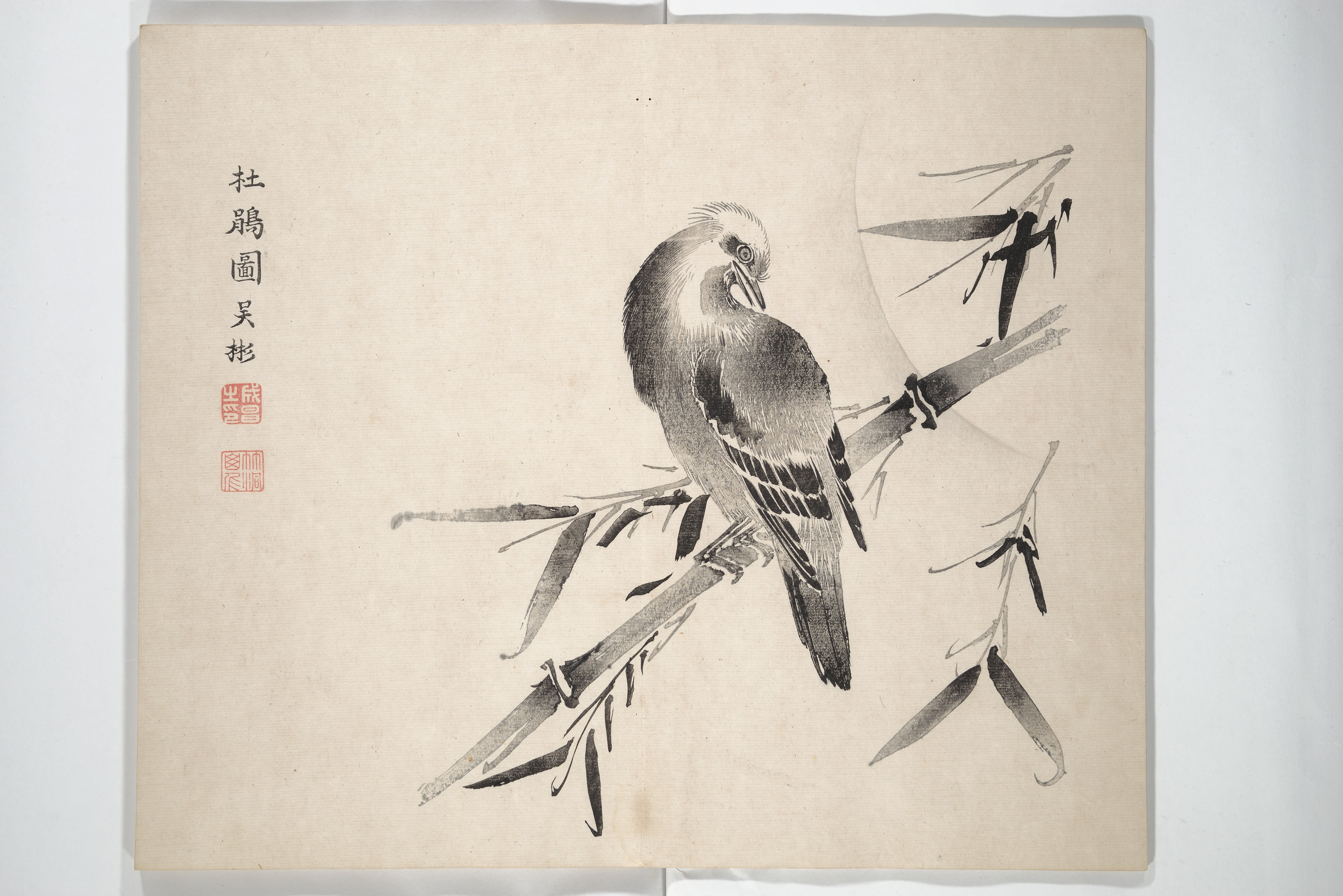
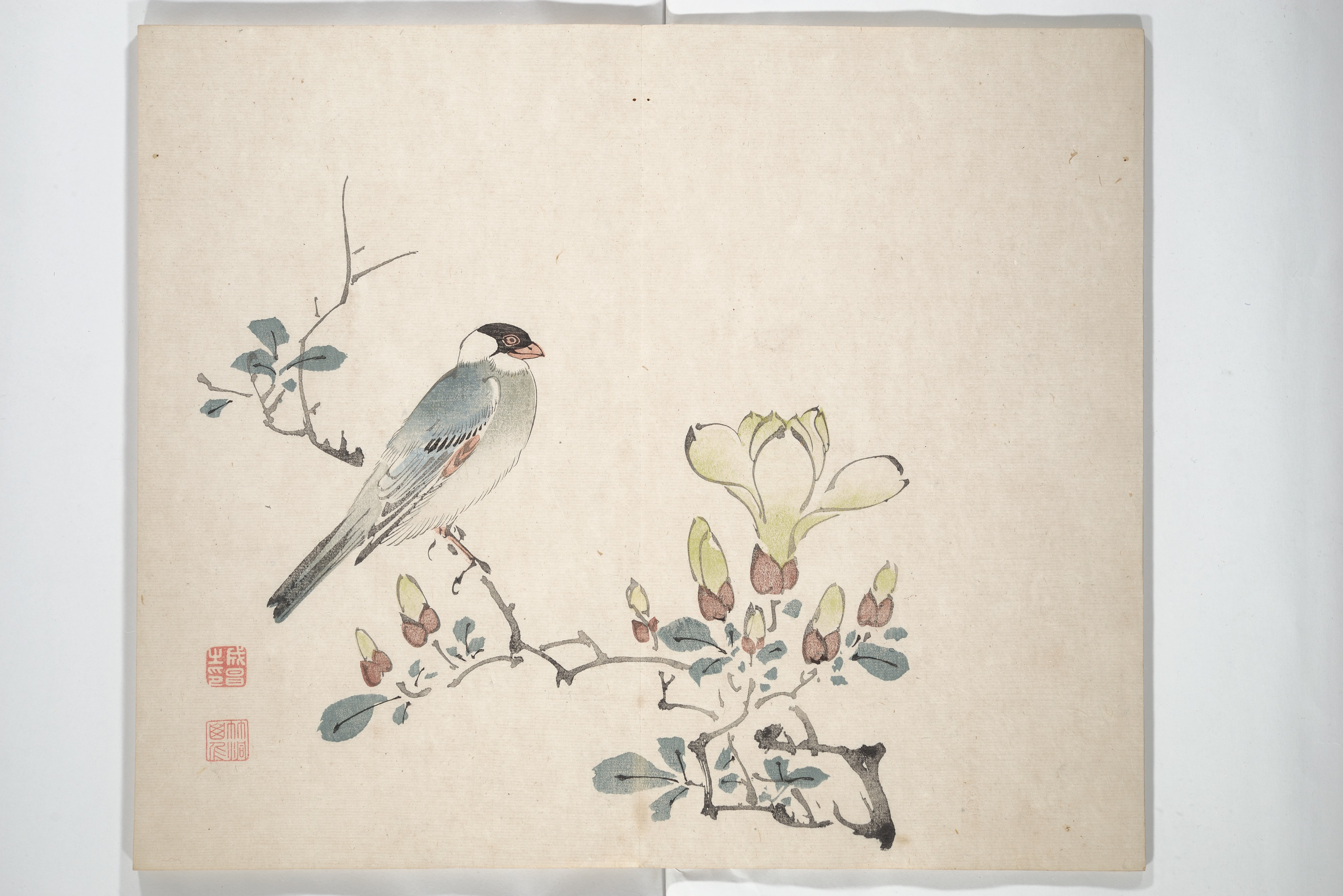
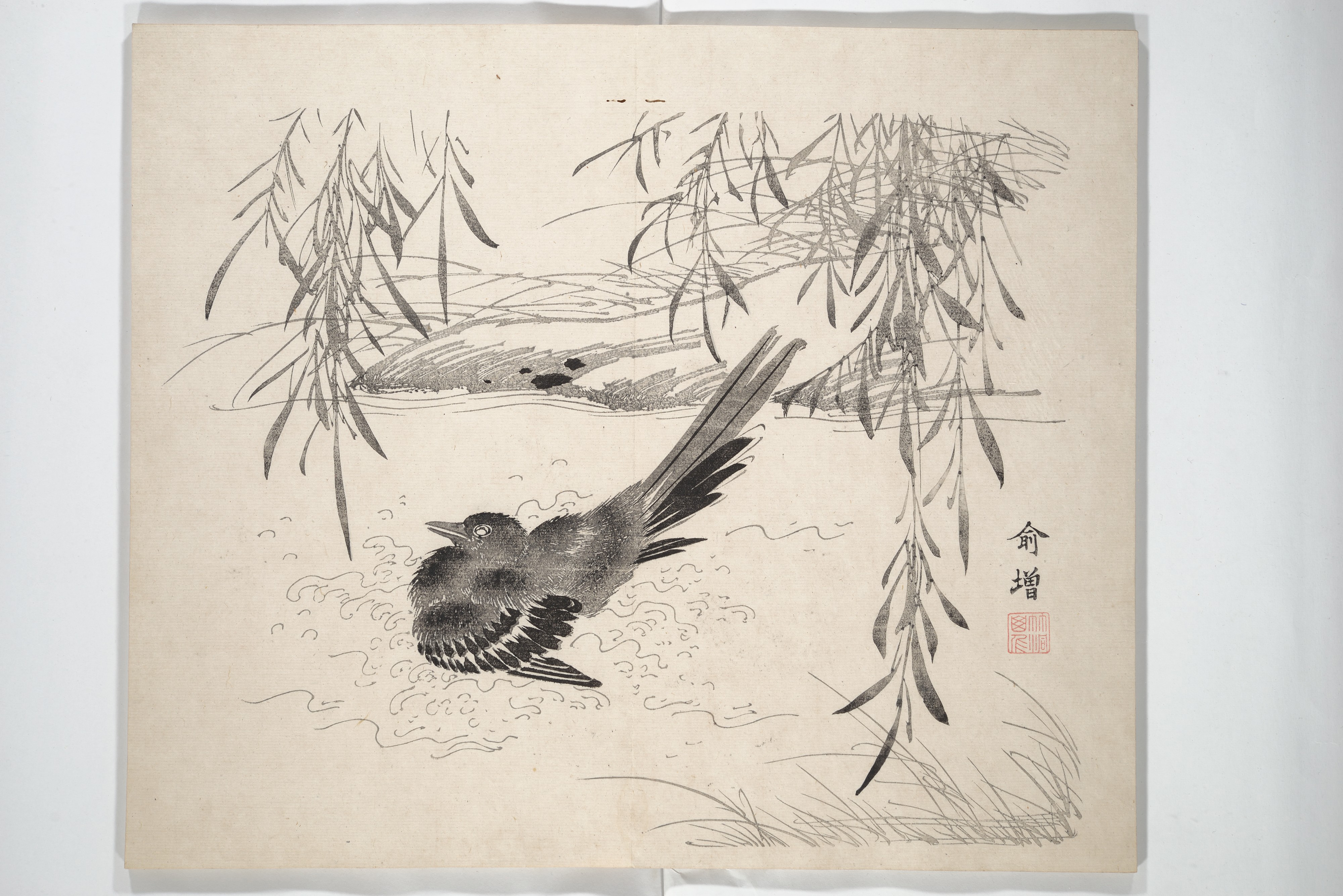